# Sūtra du Diamant
Pour les articles homonymes, voir Diamant (homonymie) et Sutra (homonymie).

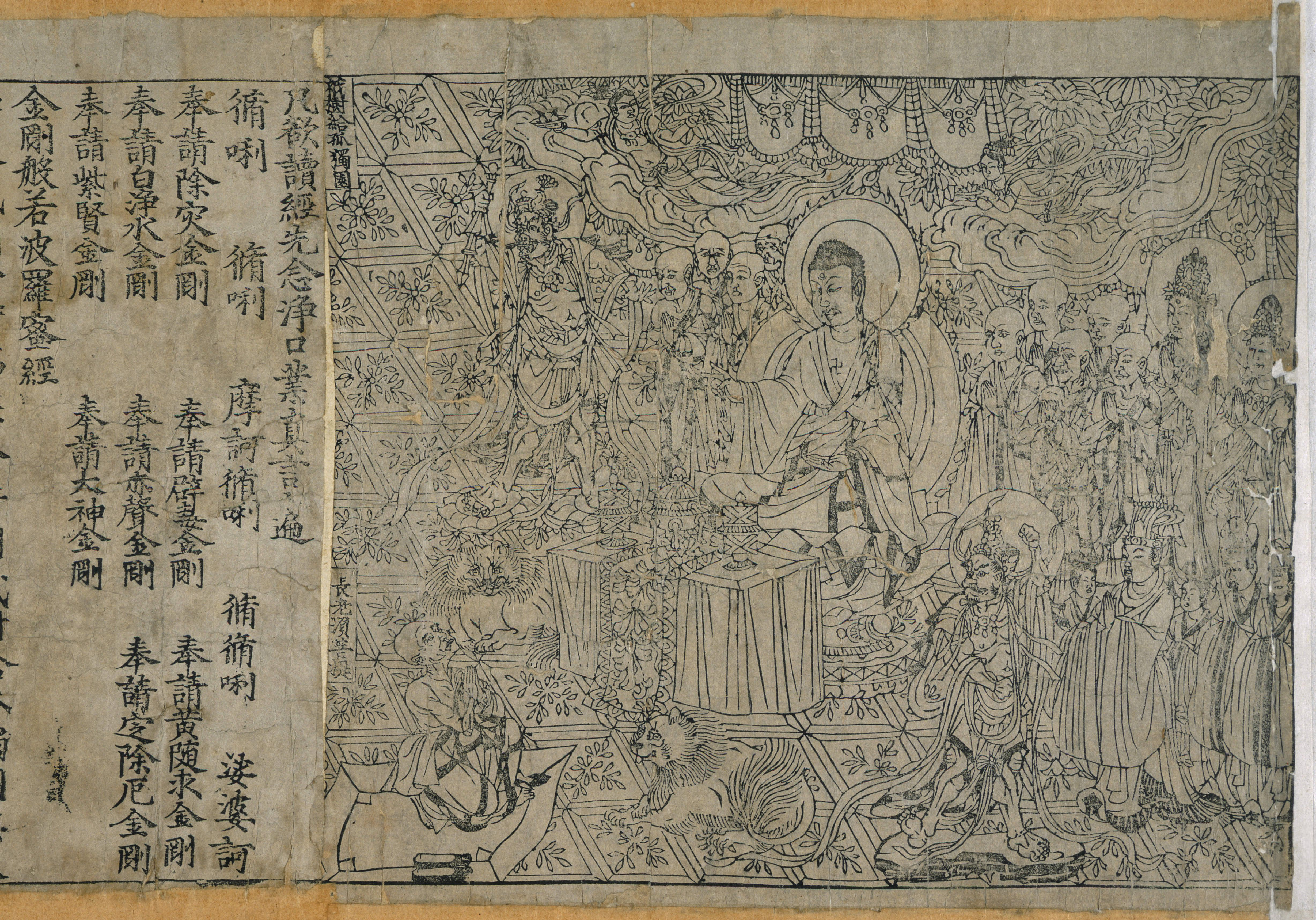
Ce Sūtra du Diamant, daté de 868 ap. J.-C. (dynastie Tang) et conservé à la British Library, est le plus ancien ouvrage complet imprimé — que l'on appelle banhua — et daté à nous être parvenu.

Le Sūtra du diamant est l'un des sūtra les plus connus et commentés du bouddhisme mahāyāna. C’est aussi l’un des plus courts parmi les sutras Prajnaparamita. Il joue un rôle particulièrement important dans les courants méditatifs comme le chan et le zen et serait selon la tradition le sutra préféré du maître chan Huineng.
C'est, selon la British Library, « le plus ancien livre imprimé complet daté ».

## Titre
Le titre complet sanskrit de l’œuvre est वज्रच्छेदिकाप्रज्ञापारमितासूत्र (Vajracchedikā Prajñāpāramitā Sūtra), « Sūtra de la connaissance transcendante tranchante comme le diamant » ; छेदिका / chedikā veut dire « ce qui coupe », वय्र / vajra signifie à la fois « diamant » et « foudre », une force inouïe, irrésistible, capable de faire voler en éclats, de démolir, de pulvériser tout ce qui est sur son chemin, de même qu'en pratique, le diamant est capable de couper le verre ou la roche la plus dure mais aussi de briller comme l'eau pure ou l'éclair ;  प्रज्ञापारमिता / prajñāpāramitā signifie « perfection de la sagesse » ou « connaissance transcendante ». 
Autres noms en Asie :
- chinois : 金剛般若波羅蜜多經 / Jīngāng Bōrěbōluómìduō jīng ou 金剛經 / Jīngāng jīng ;
- coréen : 금강반야바라밀경 / Geumgangbanyabaramilgyeong (金剛般若波羅蜜經) ou 금강경 / Geumganggyeong (金剛經)
- japonais : 金剛般若波羅蜜多經 / Kongō hannya haramita kyō ou 金剛經 / Kongō-kyō ;
- tibétain : འཕགས་པ་ཤེས་རབ་ཀྱི་ཕ་རོལ་ཏུ་ཕྱིན་པ་རྡོ་རྗེ་གཅོད་པ་ཞེས་བྱ་བ་ཐེག་པ་ཆེན་པོའི་མདོ། / ’phags pa shes rab kyi pha rol tu phyin pa rdo rje gcod pa zhes bya ba theg pa chen po’i mdo
- vietnamien : Kim cương bát-nhã-ba-la-mật-đa kinh ou Kim cương kinh

## Origine et traductions
La date de composition en sanskrit n'est pas connue avec certitude, certains la situant entre les IIe et Ve siècles. Le fait qu'il a été commenté par Vasubandhu et Asanga, ayant vécu autour du IVe siècle, peut laisser penser qu'il avait déjà à cette époque circulé et acquis une certaine importance. Au moins trois manuscrits en sanskrit ont été trouvés en des lieux éloignés, datant entre les Ve et VIIe siècles.
Le Sūtra du Diamant a fait l’objet de six traductions en chinois entre les Ve et VIIIe siècles, celle de référence étant la première, effectuée par Kumarajiva. Au Tibet, le texte a été traduit au IXe siècle par Yéshé Dé (it) et Śīlendrabodhi. Vis-à-vis de l'original en sanskrit, la traduction chinoise de Kumarajiva est moins fidèle et littérale que la traduction tibétaine.
La première recension sanskrite, basée sur plusieurs manuscrits et documents, est éditée par Max Müller en 1881. Dans un discours à l'Académie des inscriptions et belles-lettres ce dernier présente avec émotion son travail.

## Contenu
Le Sūtra du diamant prend la forme d’un dialogue entre le Bouddha et son disciple Subhūti.
Selon Philippe Cornu, le contenu du sūtra « a trait à l'inexistence du soi du bodhisattva, aux pāramitā, aux mérites, aux étapes de la progression spirituelle, aux marques et caractéristiques d'un bouddha dans la perspective de la vacuité universelle. »

Le thème central de la vacuité — śūnyatā en sanskrit, bien que le terme n'apparaisse pas nommément dans le sūtra — est l'absence de caractère fixe et inchangeant de toute chose, de tout état d'esprit, de toute pensée. Ainsi que l'expose le quatrain final : 

« Comme les étoiles, des mouches volantes ou la flamme d'une lampe,
Comme une illusion magique, une goutte de rosée ou une bulle,
 Comme un rêve, un éclair ou un nuage,
 Ainsi devrait-on voir tous les phénomènes conditionnés. »

## Sūtra du diamant de Dunhuang
La British Library en possède un exemplaire remontant à 868 découvert dans les grottes de Mogao de Dunhuang, par Aurel Stein, le plus ancien ouvrage imprimé et daté à nous être parvenu complet,. Il porte la mention : « Respectueusement imprimé par Wang Jie pour être distribué gratuitement à tous, au bénéfice de ses parents, le 15e jour du 4e mois, 9e année de l’ère Xiantong (11 mai 868). »

### Texte
- Charles-Joseph de Harlez de Deulin, Vajracchedikā (Prajñāpāramitā), traduite du texte sanscrit avec comparaison des versions chinoise et mandchoue, Imprimerie Nationale, 1892. Internet Archive
- Soûtra du Diamant et autres soûtras de la Voie médiane, traduit du tibétain par Philippe Cornu, du chinois et du sanskrit par Patrick Carré, Fayard, collection « Trésors du bouddhisme », Paris, mars 2001. 180 p.  (ISBN 2-213-60915-2). Contient : Le sutra du diamant, trad. de la version tibétaine ; quatre versions du Sutra du cœur, une trad. du sanskrit, deux du chinois et une trad. de la version tibétaine ; et deux versions du Sutra de la pousse du riz, trad. du tibétain et du chinois.
- Le Sûtra du diamant, traduit et annoté par Jin Siyan, édition bilingue chinois-français, You-feng, 2007.
- Le sutra du diamant. Vajracchedika Prajñaparamita. La perfection de sagesse qui coupe l'illusion dans le silence foudroyant, Thich Nhat Hanh, Albin Michel, 1997.

### Commentaires
- maître Hsing-Yun (né en 1927), Exégèses sur le 'Sûtra du diamant'  (Describing the Indescribable. A Commentary on the 'Diamond Sutra' ), trad. et annotations par Jin Siyan, You-feng, 2011, 101 p.
- (en) Edward Conze, Vajracchedikā Prajñāpāramitā, edited and translated with introduction and glossary, Rome, Istituto italiano per il Medio ed Estremo Oriente, 1957, XII-113 p.
- (en) Edward Conze, Buddhist Wisdom Books, containing the Diamond Sûtra and the Heart Sûtra, Londres, Allen & Unwin, 1958
- (en) Nicolas Poppe, The Diamond Sutra. Three Mongolian versions of the Vajracchedikā Prajn̄āpāramitā, texts, translations, notes and glossaries, Wiesbaden, O. Harrasowitz, 1971, VIII-230 p.
- (en) Frances Wood et Mark Barnard, The Diamond Sutra. The story of the world's earliest dated printed book, Londres, British Library, 2010, 112 p.

### Articles
- Emilie Wang, « À la recherche de la fidélité perdue du Sūtra du diamant : reconstruire l'Original des textes bouddhiques à partir de sources sanskrites », Cahiers d’études du religieux. Recherches interdisciplinaires, no 20,‎ octobre 2018 (ISSN 1760-5776, DOI 10.4000/cerri.2751, lire en ligne)